# Chemin Henri-IV
Le chemin Henri IV est un chemin protohistorique de randonnée qui relie le château de Franqueville à Bizanos, près de Pau (Pyrénées-Atlantiques) au lac de Lourdes (Hautes-Pyrénées) en passant par les coteaux. Il alterne pistes forestières, chemins de terre et petites départementales et offre aux randonneurs et adeptes du VTT, une vue imprenable sur la chaîne des Pyrénées, le piémont et les plaines.
Long d'environ 35 kilomètres, le parcours du chemin peut être fractionné grâce à diverses routes qui le croisent. Il est possible de l'arpenter à pied, à cheval ou à vélo mais il est interdit à tout véhicule à moteur.

## Histoire
Malgré un nom significatif, le chemin est largement antérieur au règne du roi Henri IV. Les divers vestiges (dolmen, tumuli) qui jalonnent le chemin laissent penser qu'il correspondrait plutôt à un chemin protohistorique. En effet, à cette lointaine époque, il était plus sûr de voyager par les crêtes plutôt que par les plaines dangereuses et marécageuses.

Paul Raymond, dans son dictionnaire topographique Béarn-Pays basque publié en 1863, indique que le chemin portait autrefois le nom de chemin de Saint-Pé, du nom de l’Abbaye de Saint-Pé-de-Bigorre dans les Hautes-Pyrénées, à l'une des extrémités. L’appellation actuelle ne daterait, d’après lui, pas d’avant 1790. Il suggère également que le chemin correspondrait à une portion de la voie romaine menant de Lescar à Toulouse, et du chemin vicomtal de Saint-Pé à Biussaillet.
Plus tard, au Moyen Âge, diverses constructions furent érigées tout au long du chemin profitant ainsi d'un accès favorisé et d'un point de vue surplombant les plaines. À cette époque, il fut probablement utilisé pour relier Lescar et Lourdes.
Aujourd'hui, le chemin est principalement utilisé pour les promenades et randonnées ainsi que par les pèlerins palois qui souhaitent se rendre au sanctuaire de Lourdes.

## Description

### Balisage

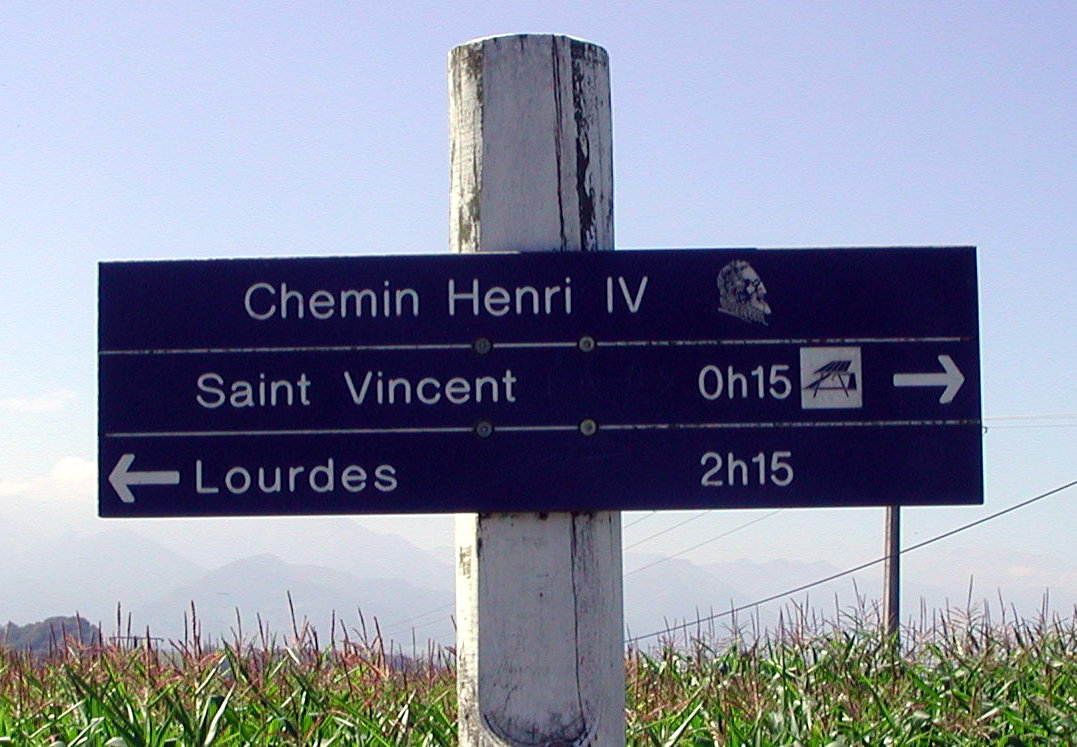
Le balisage à suivre

Chemin indiqué par un balisage « blanc et rouge ». Il est tracé sur les cartes IGN 1645 et 1646. Des balises jalonnent le parcours aux endroits clés.
Sur les arbres, les traits parallèles blancs et rouges sont à suivre, tandis qu'une croix rouge et blanche indique le mauvais chemin.

### Dénivelé
Le chemin est techniquement aisé (630 m de dénivelé positif dans le sens Pau – Lourdes et 423 m de dénivelé négatif dans le sens Lourdes – Pau) mais, particulièrement long, il est recommandé plutôt à des randonneurs entraînés.

### Villages, lieux-dits et sites traversés
Le chemin traverse dans l'ordre (entre parenthèses : éventuellement distance parcourue suivie de l'altitude) :
- Bizanos - Départ du château de Franqueville (d)  (0 km - 203 m)
- Forêt de la Châtaigneraie
- Passerelle Henri IV  (242 m) permettant de traverser la D938.
- Bois de Lanot (242 m)
- Bourria (259 m)
- Bernardet (260 m)
- Le Hameau d'Ousse (6 km - 282 m). On y trouve le Fort de César, motte castrale médiévale érigée sur un point haut à proximité du hameau. La motte et le fort sont circulaires et le fossé bien visible. Le fort est accessible mais appartient à une propriété privée. Aire de pique-nique.
- Rigabert (312 m)

- Peyre Hite (348 m)
- La Loubère (364 m)
- Lou Bouey (399 m)
- Bois de Boeil (399 m)
- Bois de Beuste (12 km - 368 m)
- Bois de Moussègne (419 m)

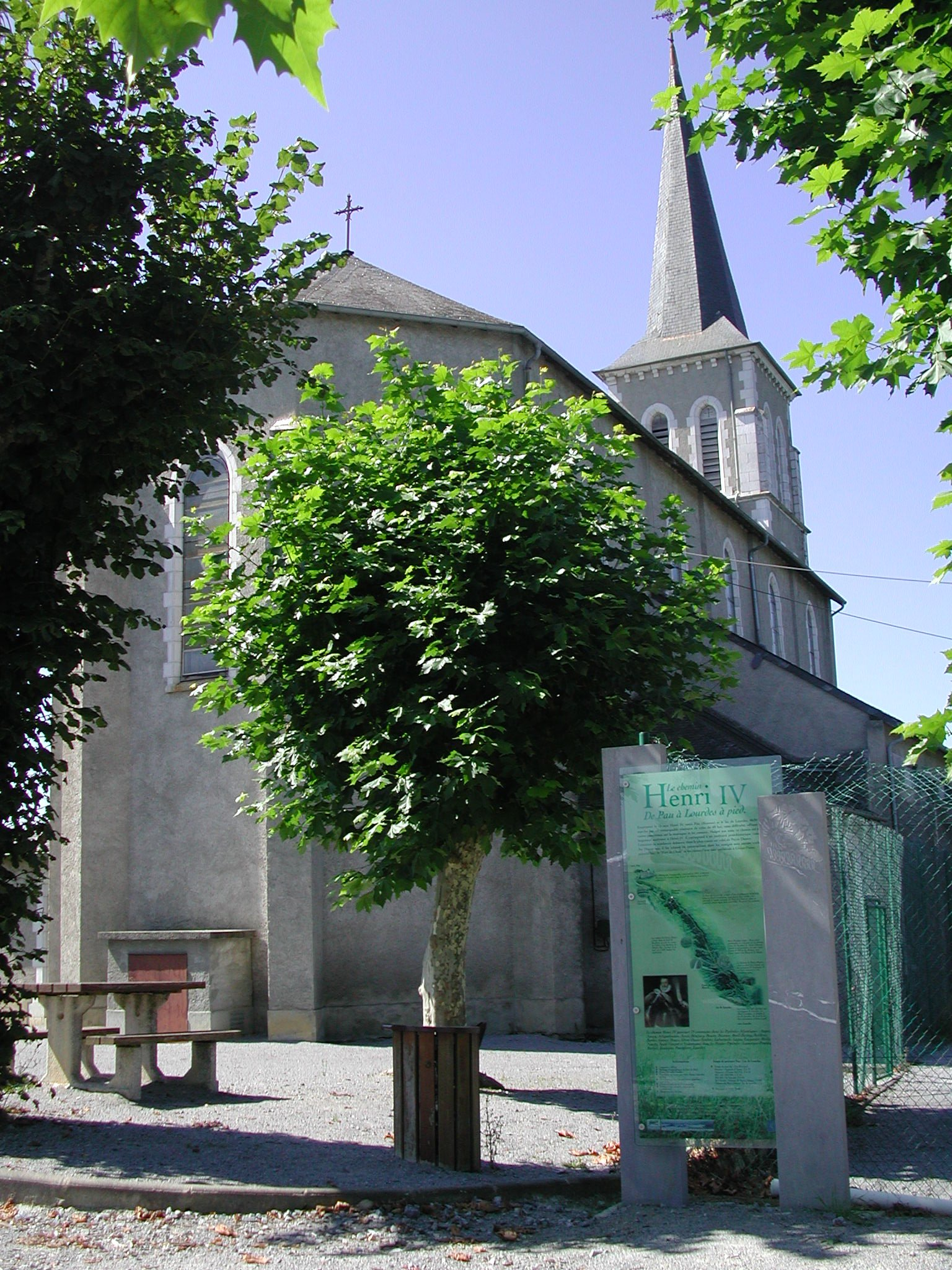
L'espace aménagé pour les marcheurs à Saint-Vincent derrière l'église. Tables de pique-nique et panneau informatif.

- Ruines de Gleyse Pause (15 km - 410 m). Ce sont les restes de la tour d'un hospice d'une communauté chrétienne médiévale. On distingue sa base circulaire.
- Bois de Bordères (415 m)
- La Houn de la Moule (409 m) est une source aménagée pour les marcheurs.
- Bois de Bénéjacq (440 m)
- Cap Aguillou (459 m)
- Labatmale (18 km - 470 m)
- Tisouet (458 m)
- Saint-Vincent (22 km - 493 m). Aire de pique-nique près de l'église. Des toilettes et un point d'eau se trouvent derrière la mairie.
- Marrac (497 m)
- Forêt de Mourle (510 m)
- Dolmen de Peyre Dusets (536 m). Situé sur la commune de Loubajac, il est particulièrement bien conservé et caractéristique des dolmens de la région.
- Saint-Germès (513 m)
- Bourdet (513 m)
- Lagues (481 m)
- La Croix du cerf (481 m) qui surplombe le lac de Lourdes.
- Lourdes - Arrivée au lac de Lourdes (35 km - 423 m)

Sélection de vues du Chemin Henri-IV.
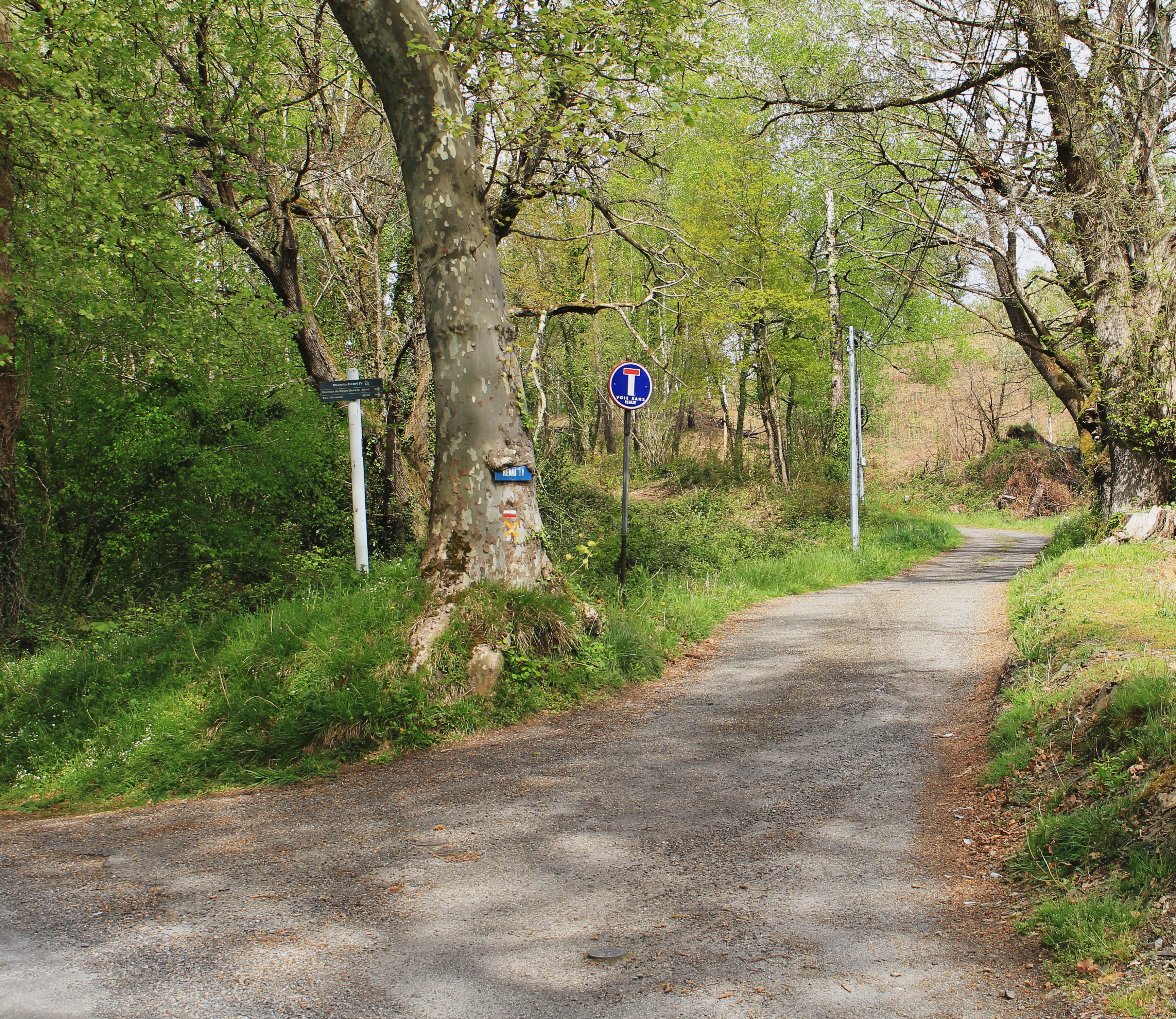
Le chemin à Lourdes.
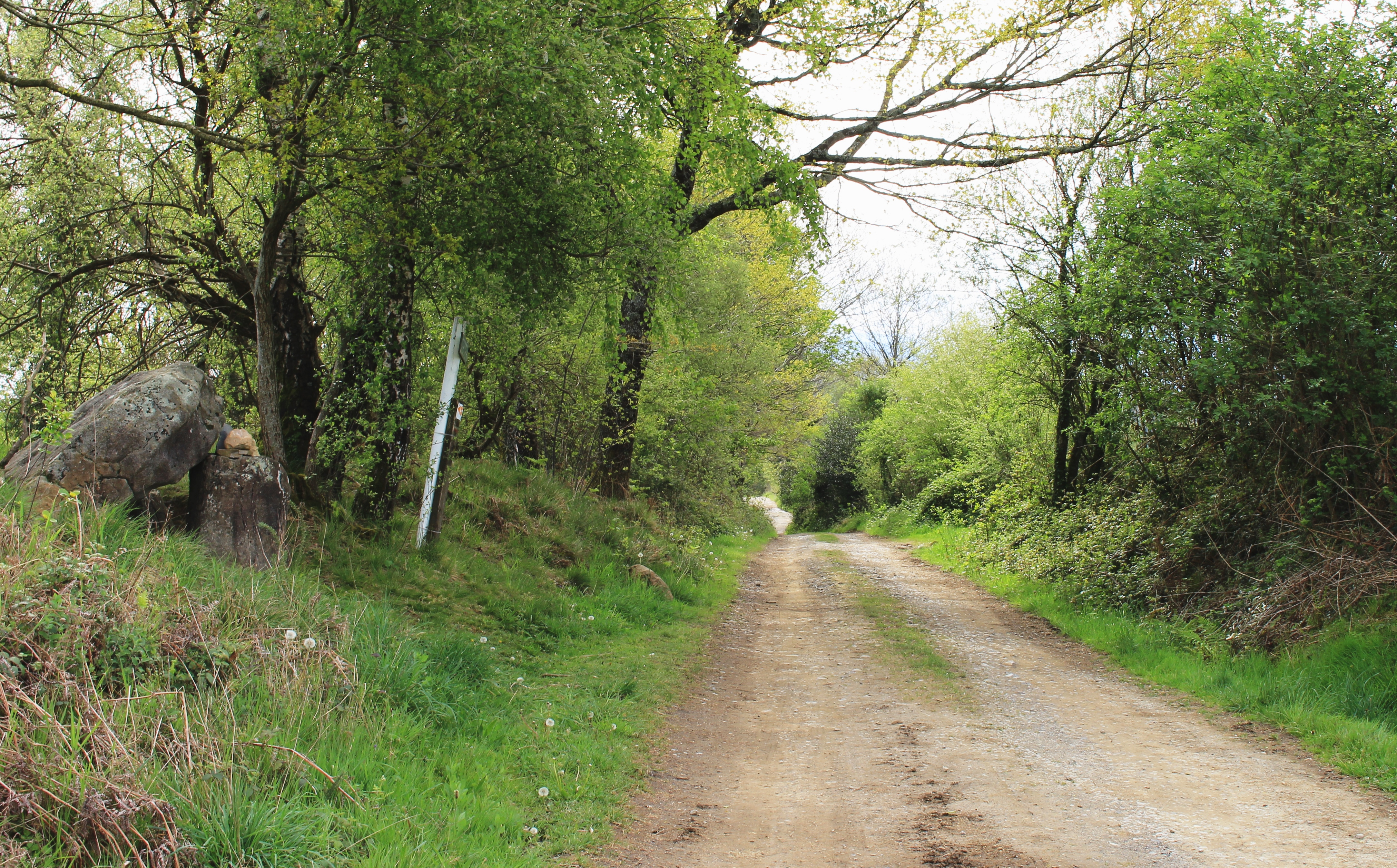
Dolmen de Peyre Dusets.
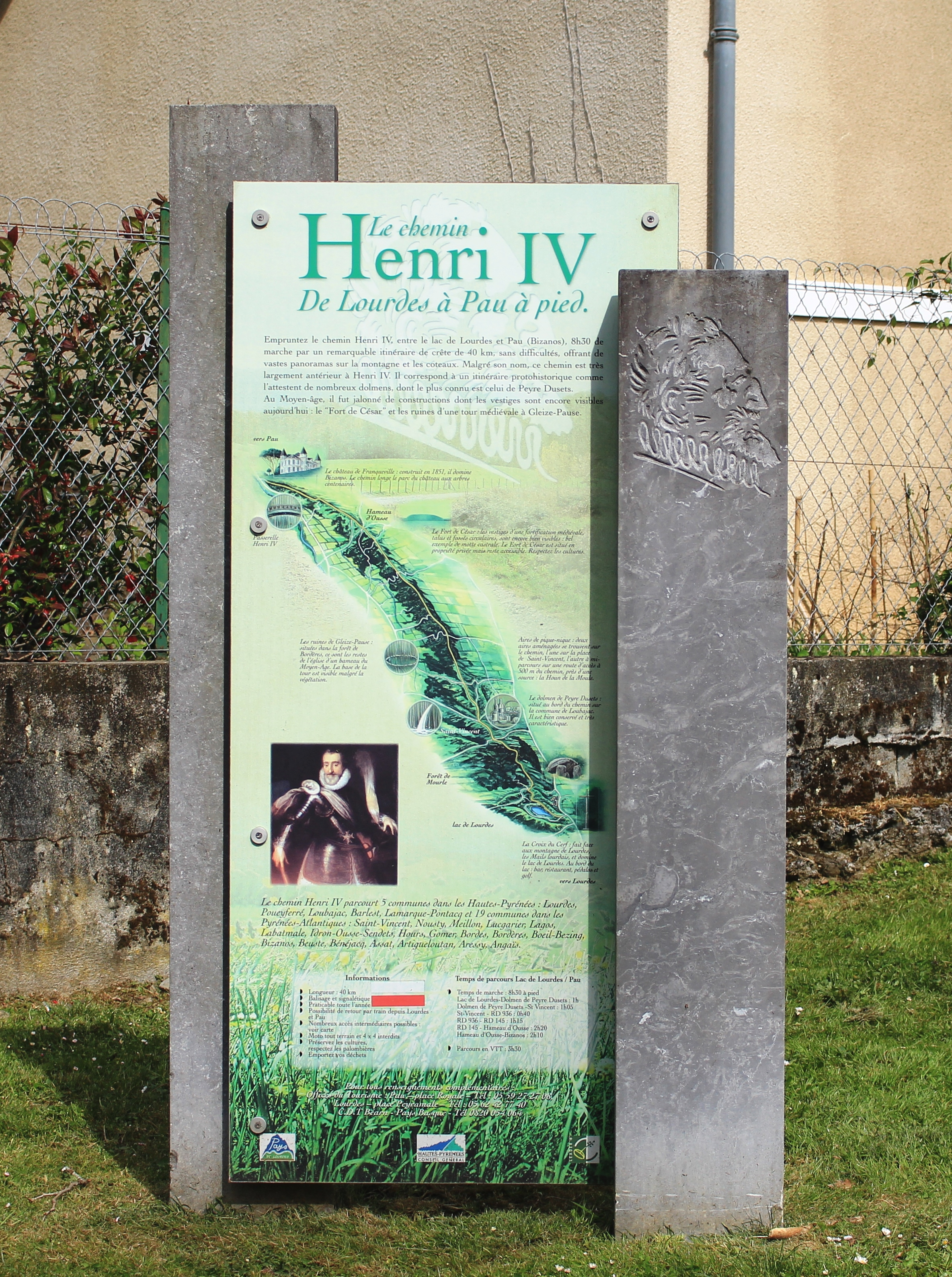
Départ de Lourdes.
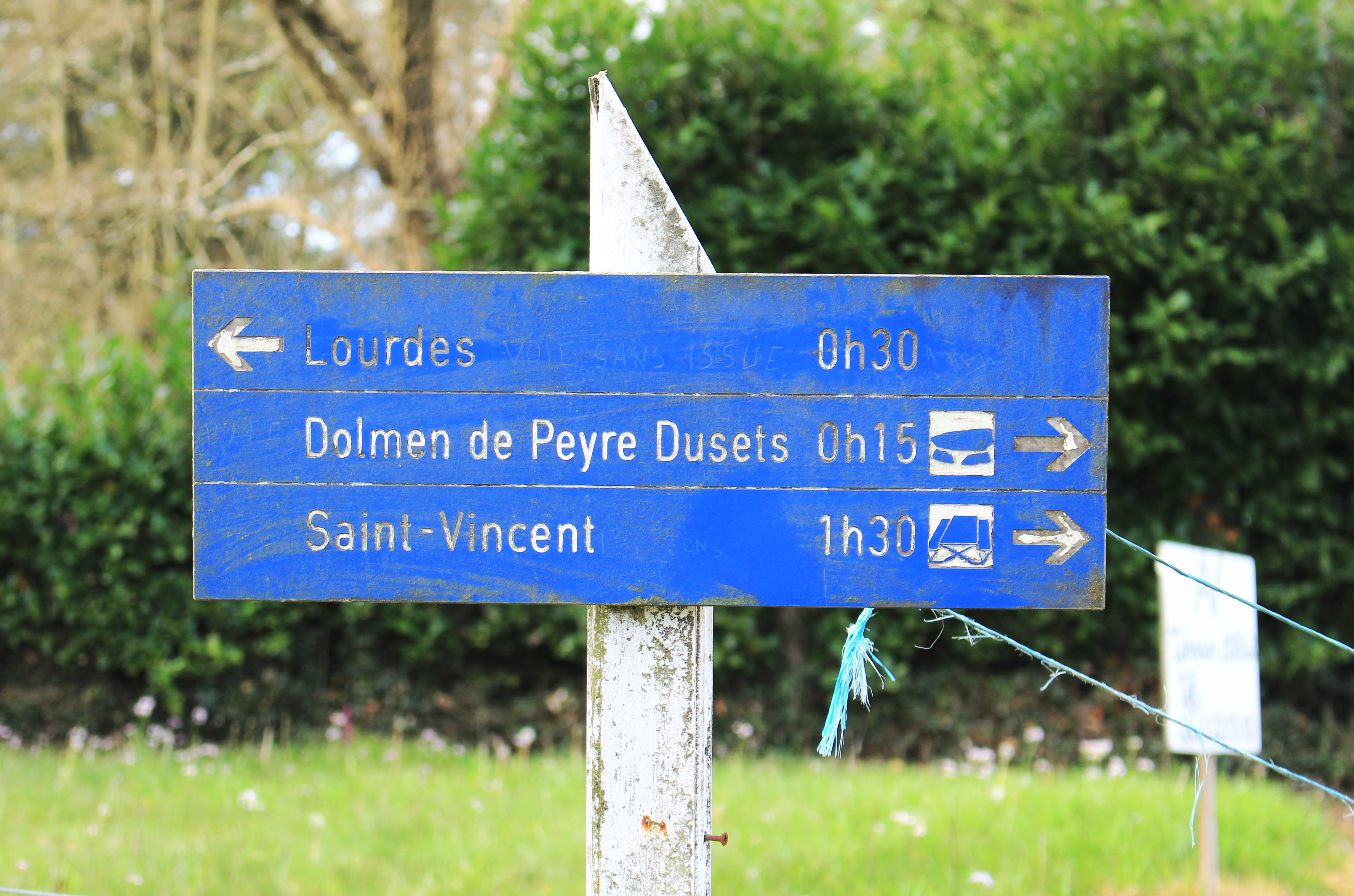
Balisage.

### Temps indicatifs
À pied : 8h30
- Bizanos – Hameau d'Ousse : 2h10
- Hameau d'Ousse – RD145 : 2h20
- RD145 – RD936 : 1h15
- RD936 – Saint-Vincent : 0h40
- Saint-Vincent – Dolmen de Peyre Dusets : 1h05
- Dolmen de Peyre Dusets – Lac de Lourdes : 1h

En VTT : 3h dans le sens Pau - Lourdes et 2h30 dans le sens Lourdes - Pau

### Retour au point de départ
Le retour peut se faire très facilement en train. Il y a en moyenne plus de 10 liaisons quotidiennes Pau – Lourdes.